# Sylphornis bretouensis
Genre
Espèce
Sylphornis bretouensis, seul représentant du genre Sylphornis, est une espèce fossile d'oiseaux de la famille des Sylphornithidae.

## Distribution stratigraphique
S. bretouensis est décrit de l'Éocène supérieur des phosphorites du Quercy.

## Taxinomie
Cécile Mourer-Chauviré décrit l'espèce, le genre et la famille en 1988, donnant pour étymologie Sylphus, mot gaulois désignant les génies élémentaires de l'air, équivalents des elfes de la mythologie scandinave, en raison de la très petite taille du fossile, et ornis, oiseau.